# Enrico Boselli
Enrico Boselli (născut în 7 ianuarie 1957 în Bologna) este un politician  italian, secretar și lider național al partidului Socialiștii democrați italieni (în italiană, în original, Socialisti Democratici Italiani, cunoscut ca SDI) din 10 martie 1998, fost membru al Parlamentului European în perioada 1999 - 2004 din partea Italiei. 
1. ↑  Deputații în Parlamentul European